# Aalborg Østre Provsti
| Aalborg Vestre Provsti                                       | Aalborg Vestre Provsti          |
| ------------------------------------------------------------ | ------------------------------- |
| Staat                                                        | Dänemark                        |
| Region                                                       | Nordjylland                     |
| Kommune(n)                                                   | Aalborg                         |
| Bistum (Stift)                                               | Aalborg                         |
| Kirchspielgemeinden (Sogne)                                  | 16                              |
| Propst (Provst)                                              | Christian Bjørn Krüger          |
| Bevölkerung                                                  | 56.908 (2021)                   |
| Mitglieder der Folkekirken                                   | 44.331 (2021)                   |
| Anteil an der Gesamtbevölkerung:                             | ca. 77,9 %                      |
| Website                                                      | https://folkekirkeniaalborg.dk/ |
|                                                              |                                 |
| Lage der Aalborg Østre Provsti (rot) im Aalborg Stift (weiß) |                                 |

Die Aalborg Østre Provsti ist eine Propstei der evangelisch-lutherischen Volkskirche Dänemarks (Folkekirken) im Bistum Aalborg in Norddänemark. Sie umfasst den östlichen Teil der Aalborg Kommune und befindet sich südlich des Limfjordes. In dem Gebiet gibt es insgesamt 9 Kirchen, aufgeteilt auf 8 Gemeinden (Pastorater), Propst ist Christian Bjørn Krüger.

## Kirchspielgemeinden (Sogne)
Folgende 16 Kirchspielgemeinden bilden zusammen die Aalborg Østre Provsti:
- Gistrup Sogn
- Gudumholm Sogn
- Gunderup Sogn
- Komdrup Sogn
- Lillevorde Sogn
- Mou Sogn
- Nørre Kongerslev Sogn
- Nørre Tranders Sogn
- Nøvling Sogn
- Romdrup-Klarup Sogn
- Rørdal Sogn
- Sejlflod Sogn
- Skalborg Sogn
- Storvorde Sogn
- Sønder Kongerslev Sogn
- Sønder Tranders Sogn

## Gemeinden (Pastorater)
Die 16 Kirchspiele sind in folgende 9 Gemeinden aufgeteilt:
- Gudum-Lillevorde Pastorat
- Gunderup-Nøvling-Gistrup Pastorat
- Mou Pastorat
- Nørre Tranders Pastorat
- Romdrup-Klarup Pastorat
- Skalborg Pastorat
- Storvorde-Sejlflod Pastorat
- Sønder Kongerslev-Nørre Kongerslev-Komdrup Pastorat
- Sønder Tranders Pastorat